# 柳宗葵
柳宗葵（1522年—？），字公獻，號忠菴，直隸河間府河間縣人，民籍，明朝政治人物。

## 生平
嘉靖二十二年（1543年）癸卯科順天府鄉試第一百二十八名舉人。嘉靖二十九年（1550年）中式庚戌科會試第一百七十四名，二甲第七十八名進士。

## 家族
曾祖柳祥；祖父柳鳳；父柳志學，恩榮官。母張氏。具慶下。弟宗薰。